# Planaltoa
Planaltoa es un género de plantas perteneciente a la familia Asteraceae. Comprende 5 especies descritas.

## Descripción
Las plantas de este género sólo tienen disco (sin rayos florales) y los pétalos son de color blanco, ligeramente amarillento blanco, rosa o morado (nunca de un completo color amarillo).

## Taxonomía
El género fue descrito por Paul Hermann Wilhelm Taubert y publicado en Botanische Jahrbücher für Systematik, Pflanzengeschichte und Pflanzengeographie 21: 454. 1895.

## Especies aceptadas
A continuación se brinda un listado de las especies del género Planaltoa aceptadas hasta junio de 2012, ordenadas alfabéticamente. Para cada una se indica el nombre binomial seguido del autor, abreviado según las convenciones y usos.
- Planaltoa lychnophoroides G.M.Barroso
- Planaltoa salviifolia Taub.